# Рима Сан Ђузепе
Рима Сан Ђузепе (итал. Rima San Giuseppe) је насеље у Италији у округу Верчели, региону Пијемонт.
Према процени из 2011. у насељу је живело 57 становника. Насеље се налази на надморској висини од 1121 м.

## Становништво
| 1936. | 1951. | 1961. | 1971. | 1981. | 1991. | 2001. | 2011. |
| ----- | ----- | ----- | ----- | ----- | ----- | ----- | ----- |
| 174   | 151   | 130   | 115   | 101   | 85    | 76    | 67    |